# علامة تين هورن
علامة تين هورن هي علامة سريرية تُستخدم لتشخيص التهاب الزائدة الدودية ، خاصة عند كبار السن.

## طريقة
حيث يستلقي المريض على السرير الطبي ويقوم الطبيب بتمديد بشكل خفيف على الحبل المنوي الأيمن باستخدام الإبهام والسبابة حول الخصية في كيس الصفن الأيمن حيث يشعر المريض المصاب بالتهاب الزائدة الدودية بألم في منطقة الحفرة الحرقفية اليمنى .
حساسية (المعدل الإيجابي الحقيقي أي قدرة الفحص على تحديد الأشخاص المصابين بشكل صحيح) وخصوصية (المعدل السلبي الحقيقي أي قدرة الفحص على تحديد الأشخاص الغير مصابين بشكل صحيح ) هذا الفحص غير معروفة.

## تاريخ
اقترح هذه العلامة كاريل هندريك ليو هيرمان تن هورن (1884-1964).